# Lepipneumia latefasciata
Lepipneumia latefasciata är en tvåvingeart som beskrevs av Günther Enderlein 1937. Lepipneumia latefasciata ingår i släktet Lepipneumia och familjen fjärilsmyggor.
Artens utbredningsområde är Italien. Inga underarter finns listade i Catalogue of Life.